# Eupithecia geneura
Eupithecia geneura là một loài bướm đêm trong họ Geometridae.